# ユアギグモ科
ユアギグモ科 Symphytognathidae はクモ類の分類群の一つ。特殊な円網を張るクモで、極めて小型。

## 概要
ユアギグモ科のクモは、いずれもごく小さなものであり、クモ目の既知種で最小のものを含む。
形態の上で独特な部分が多い。左右の顎が癒合すること、書肺がないこと、往々にして雌の触肢を欠くことなど、クモ目の基本的な構造から逸脱する点が多い。網は基本的には円網であるが、網目の異常に細かい特殊なものである。ただし、異なるタイプの網も報告されている。
熱帯域に多く、南北アメリカと太平洋諸島からオーストラリアに分布の中心があり、東アジアにも少数の種が知られる。日本ではユアギグモが普通種である。

## 特徴
三爪、無篩板で、4眼または6眼。また、書肺を欠く。体長は0.5-2mm程度と極めて小さい。 Patu digua は、雄成虫で0.4mmに満たず、またAnapistula caecula などは雌成虫でも0.5mm程度であり、クモ目中で最小の種とされる。
頭胸部はあまり縦長でなく、特に頭部が盛り上がり、胸部との境界は不明瞭。目は6個ないし4個で、前後の側眼は頭部の両端にある。前中眼は退化、後中眼も退化する例がある。
左右の顎が癒合するのも大きな特徴で、 Symphytognatha ではそのほとんどの部分が癒合し、接合部にわずかなくぼみを残す。それ以外の属でも少なくとも一部で癒合し、そのため左右に開くことが出来ない。歩脚は中庸だが、雌では触肢に退化傾向が強く見られ、消失しているか、あっても痕跡的である。雄の触肢はむしろよく発達し、触肢器官は大きい。
腹部は背中側に盛り上がり、球形から卵形で、長い毛が多い。腹面では書肺がなく、気管気門がある。糸疣は6対だが中疣が痕跡的。間疣はごく小さいか、またはない。

## 習性
地表にごく近いところに生息し、地表の落葉層の隙間や蘚苔類の間、地表のくぼみなどに見られるが、やや変わった生息場所としては樹洞や洞穴で見つかっているものもある。地表性のものは土壌動物採集用の装置であるベルレーゼ装置で得られることがある。
造網性であり、円網を張る。網は直径がせいぜい数センチと小さいが、クモの体に比べれば大きい方である。網は水平円網であるが、特殊なもので、まず糸が非常に多い。日本のユアギグモでは6-7cmの直径の網に、縦糸が200本以上、横糸が100本ほどもあり、まるで一枚の幕のように見える。この縦糸の多くは横糸を張った後に追加されたものとの観察がある。クモは、普通は網の中央の下面にぶら下がる。
ただし、それ以外の型の網についての記録もある。古くはシート網を張るとの報告もあったのだが、その一部については実際には円網の型ではあるが、その後に糸を追加するなどして典型的な格子の編み目が消えたとする観察などがある。しかしながらヨーロッパで発見されたものでは上下に枠糸を張ったシートが観察されている。また、タスマニアのSynphytognathaではヒメグモ科のそれに近い不規則網の報告もある。Forster(1958)には立体的に作られた円網が不規則網に見える例が挙げられているが、そこに挙げられたTamasesiaは、現在ではヨリメグモ科（コツブグモ科とも）とされている。
生殖に関しては、雄と雌がしばらく網に一緒にいるらしいとの観察がある。産卵は観察されたものでは網を張った場所、枠糸のそばの基盤上に卵嚢の形で生み付け、あるいは網にぶら下げる。卵嚢にはごく少数の、時には一個だけしか卵を含まず、それを緩く糸で包んだ形である。

## 分類
この類は特殊な構造が多いことから分類上の位置が問題になってきたが、円網を張ることなどもあってコガネグモ科に近いものと考えられるようになった。現在ではコガネグモ上科の、やはり特殊な円網系の網を張るヨリメグモ科（コツブグモ科）に近いものと考えられている。ただ、小型化とそれに伴う諸器官の退化や消失のため、見かけの上での形態の類似が収斂的であるという判断や、そのために比較検討が難しくなっているとの指摘もあり、それらが検討を難しくしている。
世界に6属50種ばかり知られ、中南米と太平洋諸島、それに東アジアから少数が知られるが、大部分は南半球のものである。2009年にヨーロッパから1種が記録されたが、これは洞穴性のものであるため、周囲が温暖であった頃の遺存種である可能性が示唆されている。
いずれにしてもごく小さいものであり、見つかりにくい生息環境にいるため、見逃された来た歴史が長く、よく知られるようになったのは比較的最近のことである。日本のユアギグモも発見されたのは1990年代とごく新しいが、存在を知られてからはあちこちで発見され、ごく普通種であることが判明した。
以下に日本から記録されたものを挙げる。それ以外のものについては、ユアギグモ科の属種の項を参照されたい。
- Anapistula　ウスイロユアギグモ属
  - A. ishikawai　ハチジョウウスイロユアギグモ
- Patu　ユアギグモ属
  - P. kishidai ユアギグモ